# Sains-Richaumont
Sains-Richaumont è un comune francese di 997 abitanti situato nel dipartimento dell'Aisne della regione dell'Alta Francia.

## Società

### Evoluzione demografica
Abitanti censiti